# Claudio Martini
Claudio Martini (né le 10 janvier 1951 au Bardo, en Tunisie) est un homme politique italien, appartenant au Parti démocrate. Entre le 16 avril 2000 et 2011, il est le président de la région de Toscane.